# ملی‌گرایی انقلابی
ناسیونالیسم انقلابی یا ملی‌گرایی انقلابی (به انگلیسی: Revolutionary nationalism) یک برچسب گسترده‌است که بر بسیاری از انواع مختلف جنبش‌های سیاسی ناسیونالیستی که می‌خواهند به اهداف خود از طریق انقلاب علیه نظم مستقر برسند، اعمال می‌شود. افراد و سازمانهایی که به عنوان ناسیونالیست انقلابی توصیف شده‌اند شامل برخی جریان‌های سیاسی در انقلاب فرانسه، جمهوری خواهان ایرلندی درگیر مبارزه مسلحانه با تاج‌وتخت بریتانیا، جنبش کان وونگ علیه حکومت فرانسه در ویتنام قرن ۱۹، جنبش استقلال هند در قرن ۲۰، برخی شرکت کنندگان در انقلاب مکزیک، بنیتو موسولینی و فاشیست‌های ایتالیایی، دولت خودمختار خراسان، آگوستو سزار ساندینو، جنبش ناسیونالیستی انقلابی در بولیوی، ناسیونالیسم سیاه‌پوست در ایالات متحده و برخی جنبش‌های استقلال طلبی آفریقا هستند.

## آفریقا
چندین جنبش استقلال آفریقا در قرن بیستم به عنوان ناسیونالیسم انقلابی شناخته شده‌اند.
یکی از رهبران ضداستعماری آفریقا که ناسیونالیست انقلابی محسوب می‌شد، امیلکار کابرال بود که رهبری جنبش‌های استقلال‌طلبی در گینه بیسائو و دماغه سبز را برعهده داشت. کابرال در سال ۱۹۵۶ حزب آفریقا برای استقلال گینه و کیپ ورد را تأسیس کرد. این حزب در سال ۱۹۶۳ مبارزه مسلحانه ای را علیه مقامات استعماری پرتغال آغاز کرد و سرانجام گینه بیسائو و کیپ ورد به ترتیب در سال ۱۹۷۴ و ۱۹۷۵ استقلال خود را به دست آوردند. این جنگ استعماری همچنین منجر به ظهور جنبش نیروهای مسلح در خود پرتغال شد که دیکتاتوری را در آن کشور سرنگون کرد. ناسیونالیسم انقلابی کابرال در مفهوم «وحدت و مبارزه» تجسم یافته بود که هدف آن اتحاد جوامع مختلف قومی و فرهنگی گینه بیسائو و کیپ ورد به یک هویت ملی واحد مبتنی بر مبارزه با حکومت استعماری بود.
یکی دیگر از جنبش‌های آفریقایی که ایدئولوژی آن را ناسیونالیسم انقلابی نامیده‌اند، جبهه خلق برای دموکراسی و عدالت (PFDJ) در اریتره است. ایدئولوژی جبهه خلق بر میراث مبارزه اریتره برای استقلال تأکید می‌کند و می‌کوشد «ارزشهای مبارزه را در جوانان اریتره ای با شبیه‌سازی آزادانه (و گاهی مستقیماً) تجربیات رزمندگان در جنگ رهایی‌بخش» تقویت کند. علاوه بر این، این جبهه «ایده‌ای از یک کل ملی چند فرهنگی، چند مذهبی و یکپارچه» را ترویج می‌کند.
ناسیونالیسم انقلابی همچنین به عنوان موضوعی در آثار نویسنده کنیا Ngugi wa Thiong'o شناخته شده‌است.

## آسیا
اصطلاح ناسیونالیسم انقلابی برای توصیف عناصر جنبش استقلال هند که با حاکمیت انگلیس در هند مخالف بودند به کار رفته‌است. ایالت هند Jharkhand میزبان گروه‌های سیاسی انقلابی ناسیونالیستی بود که از سال ۱۹۰۲ تا ۱۹۱۸ و به ویژه از ۱۹۱۲ به بعد شروع شد. داکا آنوشیلان سمیتی و دیگر جنبش‌های ناسیونالیستی از بنگال عملیات خود را در این دوره به Jharkhand گسترش دادند و هدف آنها الهام بخشیدن به یک قیام خشونت‌آمیز بزرگ علیه حکومت بریتانیا بود. آنها به دنبال بدست آوردن دینامیت، باروت و سایر مواد منفجره از معادن جارخند بودند، اما فعالیت آنها کشف شد و بسیاری از ملی گرایان انقلابی دستگیر شدند.
در بیهار، ایالت هند واقع در شمال جارخند، همچنین سازمان‌های خشونت طلب طرفدار استقلال در اوایل قرن بیستم وجود داشتند که به عنوان ناسیونالیست‌های انقلابی یا تروریست توصیف شده‌اند. آنها «به روش‌های خشونت برای تأمین آزادی ایمان داشتند» و با سرکوب فزاینده دولت روبرو شدند. وقتی دستگیر شدند، از اعضای کنگره ملی هند کمک حقوقی دریافت کردند، اگرچه کنگره با استفاده از خشونت مخالف بود.
در هند، ناسیونالیسم انقلابی با یاد باگات سینگ که در سال ۱۹۳۱ توسط انگلیسی‌ها به دلیل نقشش در پرونده توطئه لاهور اعدام شد، شناخته می‌شود.
در تاریخ ویتنام، اصطلاح ناسیونالیسم انقلابی برای اشاره به مخالفت با حکومت استعمارگر فرانسه که در دهه ۱۸۸۰ در میان مقامات دربند وطنی ویتنامی و نخبگان استانی، که جنبش کان وونگ را تشکیل دادند، به کار رفت. این جنبش به دنبال بازگرداندن امپراتور ویتنام و حفظ جامعه سنتی بود، اما با قدرت آتش برتر فرانسه شکست خورد. بعدها الهام بخش نسل دوم رهبری ضد استعمار در قرن بیستم بود.
در ایران، شورش سرهنگ محمد تقی پسیان در سال ۱۹۲۱ به عنوان آزمایشی در ناسیونالیسم انقلابی توصیف شد. پسیان یک دولت نظامی مستقر در مشهد را رهبری کرد، که پس از کودتای ۱۹۲۱ ایران به عنوان رقیب دولت مرکزی به رهبری رضاشاه عمل کرد.

## اروپا
در اروپا، اصطلاح ناسیونالیسم انقلابی برای انواع جنبش‌های سیاسی ناسیونالیستی به کار رفته‌است، که به انقلاب فرانسه در قرن ۱۸ بازمی‌گردد. ناسیونالیسم انقلابی فرانسه نوعی ناسیونالیسم مدنی بود که در پی تحمیل هویت ملی مشترک به کل مردم فرانسه، صرف نظر از منشأ قومی یا فرهنگ‌ها و زبان‌های منطقه ای بود. این ناسیونالیسم از این جهت انقلابی بود که هدف آن «همسان سازی بشر» بود، مایل نبود که «هر کسی را که دارای مشخصات قومی خاصی نیست حذف کند، بلکه هر کسی را که مایل به اتخاذ یک هویت فرهنگی خاص است» حذف کند.
ناسیونالیسم ایرلندی قرن نوزدهم نیز به عنوان ناسیونالیسم انقلابی توصیف شده‌است، زیرا در پی براندازی انقلابی حاکمیت بریتانیا در ایرلند بود. به دنبال شکست شورش ایرلند جوان در ۱۸۴۸، بسیاری از رهبران شورشی به تبعید به پاریس گریختند، جایی که «خود را در مرکز فکری ناسیونالیسم انقلابی یافتند». انقلابیون ایرلندی در تبعید با ناسیونالیست‌های لهستانی که برای استقلال ملی نیز مبارزه می‌کردند و از ایده‌های تروریسم «نجات بخش» و بسیج دهقانان برای اقدامات خشونت‌آمیز حمایت می‌کردند، که الهام بخش ناسیونالیسم انقلابی ایرلندی بود، تماس گرفتند. ناسیونالیست‌های انقلابی ایرلندی فنینی نامیده شدند و این جنبش شامل سازمان‌های ایرلندی در دو طرف اقیانوس اطلس مانند اخوان جمهوری‌خواه ایرلند و اخوان فنینیان بود.

در اوایل قرن بیستم در ایتالیا، اندیشه سیاسی بنیتو موسولینی بر شکل رادیکال ناسیونالیسم ایتالیایی متمرکز شد، که آن را ناسیونالیسم انقلابی نامیده‌اند. به گفته جیمز گرگور، موسولینی تا سال ۱۹۰۹ رویکردی مبهم و مبهم به مفهوم ناسیونالیسم انقلابی داشت، اگرچه او به نقش تاریخی آن اعتراف کرد که بعداً زمینه‌ساز دیدگاه‌های بعدی وی شد. در مراحل اولیه، علی‌رغم تمایل موسولینی به ناسیونالیسم، او همچنان با میهن‌پرستی سنتی و جذابیت ملی گرایانه مخالف بود که شامل رد قاطعانه او از نوع ملی‌گرایی بود که توسط طبقات ممتاز و بورژوازی سنتی، که به سادگی از شعارهای ناسیونالیسم استفاده می‌کردند، حمایت می‌کرد. «هر زمان که ممکن است سود حاصل شود». A. جیمز گرگور رویکرد موسولینی به نسخه ملی‌گرایی خود را چنین توصیف می‌کند:
ناسیونالیسم انقلابی موسولینی، در حالی که خود را از میهن‌پرستی و ملی‌گرایی بورژوازی متمایز می‌کرد، بسیاری از ویژگی‌هایی را که امروزه ما با ناسیونالیسم مردمان توسعه نیافته می‌شناسیم، به نمایش گذاشت. این یک ناسیونالیسم ضد محافظه کار بود که تغییرات گسترده اجتماعی را پیش‌بینی می‌کرد. این برنامه علیه ستمگران خارجی و داخلی انجام شد. این تصویری از یک ملت تجدید شده و بازتولید شده که مأموریتی تاریخی را انجام می‌دهد، ایجاد کرد. آرمان اخلاقی ایثار و تعهد فداکارانه در خدمت اهداف جمعی را مورد استناد قرار داد. و شکوه‌های باستانی را به یاد آورد و شکوه مشترک و بزرگتری را پیش‌بینی کرد.
در سال ۱۹۱۴، روبرت مایکلز، سندیکالیست انقلابی اولیه که بعداً تا سال ۱۹۲۴ به حزب فاشیست ملی پیوست ، برای ترویج صنعتی شدن در ایتالیا خواستار "ملی گرایی انقلابی فقراً شد، زیرا معتقد بود "این صنعت است که اجازه می‌دهد مردم برای زندگی و پیشرفت در دنیای مدرن "و بدون پایگاه صنعتی بالغ، مردم خود را مورد بی اعتنایی بین‌المللی قرار می‌دهند.
پس از جنگ جهانی دوم، در فرانسه، اصطلاح ناسیونالیسم انقلابی در توصیف خود توسط یک جنبش سومین موضع گرا به کار گرفته شد که هدف آن هماهنگ سازی سیاسی و ترکیب ناسیونالیسم راست افراطی و ناسیونالیسم چپ بود.

## قاره آمریکا
در بولیوی، جنبش ناسیونالیست انقلابی یک حزب سیاسی است که در سال ۱۹۴۱ تشکیل شد، انقلاب ملی ۱۹۵۲ را رهبری کرد و از ۱۹۵۲ تا ۱۹۶۴ بر این کشور حکومت کرد. به گفته وینستون مور کازانواس، ناسیونالیسم انقلابی "تبدیل به ایدئولوژی ضد الیگارشی بخش تحت سلطه، ایدئولوژی رسمی دولت بولیوی پس از ۱۹۵۲ شده‌است و در قلب منطق رژیم‌های نظامی مستبد در قدرت از سال ۱۹۶۴ به بعد ایستاده‌است. "
در پرو، دولت نظامی خوان ولاسکو آلوارادو از سال ۱۹۶۸ تا ۱۹۷۵ دوره ملی انقلابی ملی در تاریخ این کشور نامیده شد.
آگوستو سزار ساندینو، رهبر انقلابی نیکاراگوئه، که در اواخر دهه ۱۹۲۰ و اوایل دهه ۱۹۳۰ علیه اشغال نیکاراگوئه توسط ایالات متحده مبارزه کرد، همچنین یک ملی‌گرای انقلابی نامیده شده‌است.
جنبه‌های خاصی از انقلاب مکزیک ۱۹۱۰–۱۹۲۰ با ناسیونالیسم انقلابی مشخص شده‌است. به عنوان مثال، به گفته روبرت اف الگره، کارگران راه‌آهن مکزیک «ناسیونالیسم انقلابی را به عنوان ابراز مخالفت خود با مالکیت خارجی راه‌آهن پذیرفتند، بدون شک با بی اعتنایی به مدیران خارجی افزایش یافته‌است.» آلگره همچنین استدلال می‌کند که "ناسیونالیسم انقلابی مردانگی ریلرو را تقویت کرده و تقویت کرده‌است - دیدگاه کارگران از خود به عنوان قوی، شجاع و مستقل. مشارکت آنها در درگیری‌های مسلحانه این ویژگی‌ها را تسکین بخشید. "
در ایالات متحده، برخی از گروه‌های ملی‌گرای سیاهپوست به عنوان نماینده نوعی ناسیونالیسم انقلابی در نظر گرفته شده‌اند. به ویژه در پی ترور مارتین لوتر کینگ جونیور در سال ۱۹۶۸، برخی از رهبران آفریقایی آمریکایی به این نتیجه رسیدند که ادغام نژادی غیرممکن است و «انقلاب سیاه» برای ایجاد یک ملت مستقل سیاه‌پوست ضروری است. یکی از این رهبران، رودی شیلدز بود، که جدایی طلبی سیاه را در سال ۱۹۶۹ تأیید کرد، زیرا او احساس می‌کرد "اگر ما از هم جدا بودیم، بهتر و قوی تر بودیم، زیرا وقتی شما سفیدپوستان را به فرزندان خود آموزش می‌دهید، آنچه آنها دریافت می‌کنند مفهوم سفید است. زندگی. " این دیدگاه در دهه‌های بعد کاهش یافت، اما موضوعات ملی‌گرای انقلابی به عنوان عنصری از موسیقی جاز در اواخر دهه ۱۹۸۰، هنگامی که بر نوازندگان آسیایی آمریکایی تأثیر گذاشت، شناخته شد.